# Cồn Cát Tây
Cồn Cát Tây là một cồn cát thuộc nhóm đảo An Vĩnh của quần đảo Hoàng Sa. Cồn này nằm cách đảo Cây khoảng 4 hải lý (7,4 km) về phía tây. Theo Google Maps thì khoảng cách này chỉ là 2,92 hải lý (5,41 km).
Cồn Cát Tây là đối tượng tranh chấp giữa Việt Nam, Đài Loan và Trung Quốc. Hiện nay, Trung Quốc đang kiểm soát cồn này.
- Tên gọi: cồn Cát Tây; tiếng Anh: West Sand; tiếng Trung: 西沙洲; bính âm: Xī shāzhōu, Hán-Việt: Tây sa châu
- Đặc điểm: theo Trung Quốc, cồn Cát Tây có chiều dài khoảng 800 m tính từ đông sang tây, chiều rộng khoảng 400 m tính từ bắc xuống nam, diện tích khoảng 0,25 km² và cao 2 m so với mặt biển.[2] Theo Google Maps thì Cồn cát Tây có dạng hình elíp với đường kính 2 trục là 840 m (đông sang tây) và 390 m (bắc xuống nam).
- Môi trường: trơ trụi cát, ít cây cối.